# Antonio Abbruzzese
Antonio Abbruzzese (Bitetto, 26 luglio 1864 – ...) è stato un politico italiano.
Fu docente universitario e deputato del Regno d'Italia.

## Biografia
Nato a Bitetto nel 1864, studiò prima al R. Liceo Cirillo di Bari, poi all'Istituto Troise di Napoli, infine all'Ateneo Romano, dove si laureò in Giurisprudenza nel 1887. Tornato in Puglia, il 23 febbraio 1893 si sposò con Gilda Alberotanza.
Grazie alla sua bontà d'animo e all'amore per la sua terra, fu designato dai suoi concittadini come loro rappresentante nel Consiglio Provinciale, dove occupò il seggio di Deputato per 15 anni.
Nel 1900, passato l'On. Balenzano al Senato, fu scelto come rappresentante del Collegio di Modugno alla Camera dei deputati, dove rimase per quattro legislature, fino al 1919, nelle file dei Liberali. In questi anni si occupò di diversi problemi della sua terra, concernenti lo sviluppo agricolo ed economico, esponendoli in numerosi discorsi parlamentari, tra i quali si ricorda quello per la lotta contro la mosca olearia.
A seguito del terremoto di Avezzano, finanziò e diresse una numerosa squadra di soccorso che fornì aiuto alle famiglie di terremotati e valse al benefattore la medaglia d'argento al valor civile.
Nel 1921 fondò la Sezione Fascista di Bitetto e finanziò le iniziative dei gerarchi riguardanti l'assistenza invernale e l'acquisto di divise per i bambini poveri dell'Opera nazionale balilla; contribuì inoltre alla creazione di istituti che interessassero l'elevazione spirituale e fisica dei figli del popolo: al suo nome infatti è legata la tonificazione del Comitato Bitettese dell'Opera Nazionale Balilla, la creazione di un campo sportivo, l'erezione del Sacrario dei Caduti della Guerra mondiale nel Palazzo di Città di Bitetto, la donazione allo stesso Comune di giardini di sua proprietà, onde facilitare l'abbellimento e l'allargamento di pubbliche piazze. Per queste offerte e per aver versato nel 1928 ingenti somme all'Opera Assistenziale del Comune di Roma, Antonio Abbruzzese fu iscritto nel Gran Libro della Riconoscenza Nazionale.